# Institut für Mikrosystemtechnik

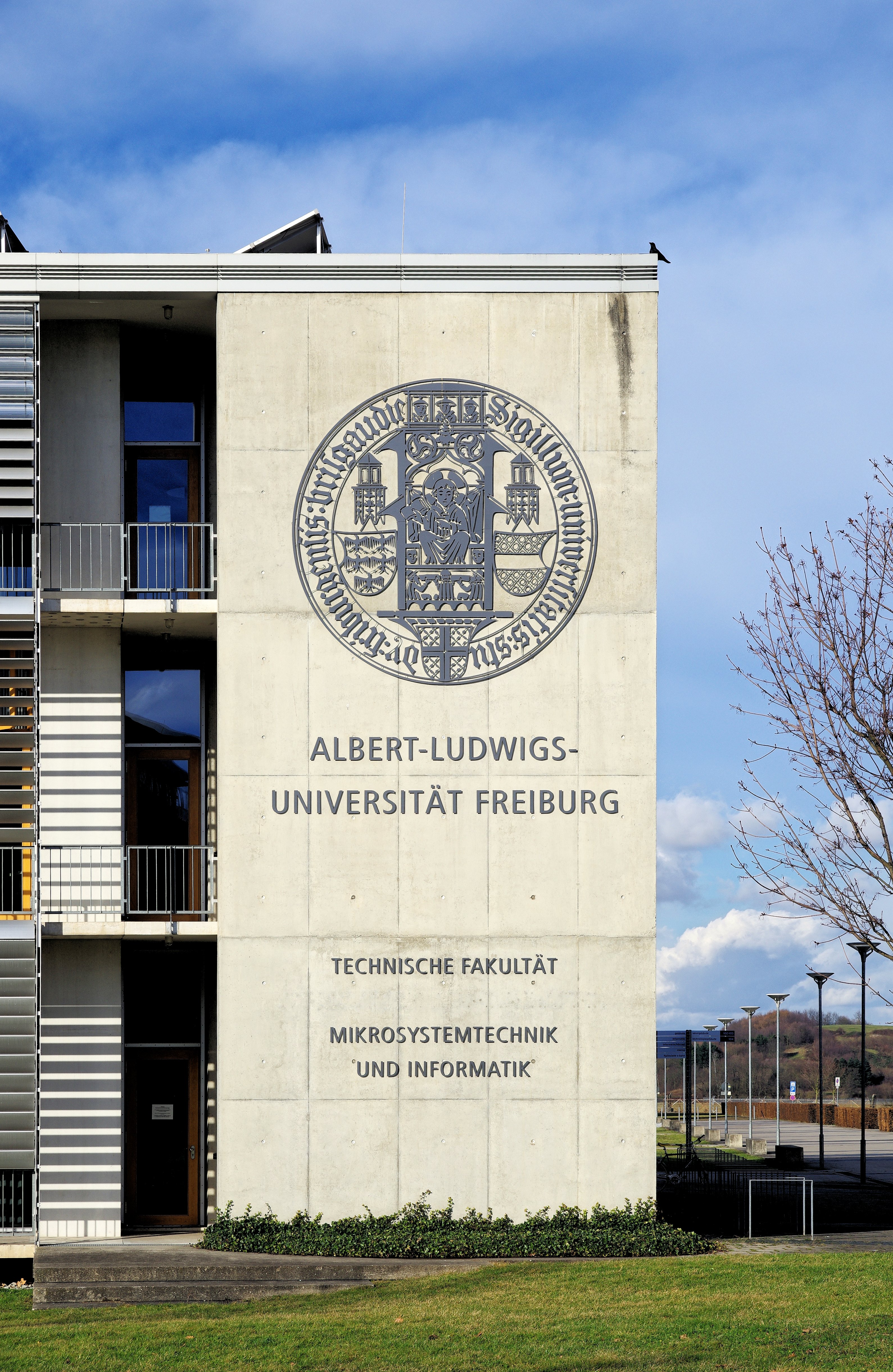
Eingang zur 11. Fakultät

Das Institut für Mikrosystemtechnik (IMTEK) an der technischen Fakultät (11. Fakultät) der Universität Freiburg im Breisgau ist eine deutsche Forschungsstätte auf dem Gebiet der Mikro- und Nanotechnik. Mit 24 Professuren und über 370 wissenschaftlichen und technischen Mitarbeitern deckt es Fachgebiete von der Mikroelektronik über die Mikrosystemtechnik und Nanotechnik bis hin zur Mikromedizin ab.
Das Institut verfügt dazu über Laboreinrichtungen und einen 600 m² großen Reinraum, der unterteilt werden kann und in den einzelnen Abteilen die Reinraumklassen 4 bis 7 nach DIN EN ISO 14644 anbietet.
Das Institut für Mikrosystemtechnik ist über den Haltepunkt Technische Fakultät/Messe an der Breisacher Bahn erreichbar. 2015 wurde die neue Straßenbahnlinie 4 mit der Haltestelle Technische Fakultät in Betrieb genommen und 2020 im Zuge des Neubaus des Mooswaldstadions um zwei Stationen bis zur Messe verlängert. Am Bahnhaltepunkt und an der Straßenbahnhaltestelle befindet sich je eine Station des Fahrradverleihsystems Frelo.